# Anna Stante
Anna Stante (Torino, 26 agosto 1967) è un'attrice italiana.

## Biografia
Formatasi presso la  Bottega Teatrale di Vittorio Gassman, Anna Stante inizia a lavorare nel mondo dello spettacolo, partecipando ad alcuni spot pubblicitari, come quello delle sottilette Kraft.
Pur essendo principalmente attrice teatrale, Anna Stante ha lavorato anche nel cinema al fianco di Renato Pozzetto nel film Un amore su misura del 2007, e in Ora e per sempre del 2005.
Ottiene una certa popolarità presso il grande pubblico grazie al ruolo di Beatrice Le Goff, dal 2001 al 2004, e dal 2005 al 2006, nella soap opera di Canale 5, CentoVetrine.

## Filmografia parziale

### Cinema
- Luna e l'altra, regia di Maurizio Nichetti (1996)
- Ora e per sempre, regia di Vincenzo Verdecchi (2004)
- Un amore su misura, regia di Renato Pozzetto (2007)
- Il giorno in più, regia di Massimo Venier (2011)

### Televisione
- Camilla, regia di Carlo Nistri (1992)
- Provincia segreta, regia di Francesco Massaro (1998)
- Cronaca nera, regia di Gianluigi Calderone e Ugo Fabrizio Giordani (1 episodio, 1998)
- Lui e lei - serie TV (1999)
- CentoVetrine, registi diversi (2001-2003/2005-2006)
- L'avvocato, regia di Massimo Donati e Alessandro Maccagni (2003)
- La farfalla granata, regia di Paolo Poeti (2013)
- Ti amo troppo per dirtelo, regia di Marco Ponti - Film tv (2014)
- Purché finisca bene (episodio Una Ferrari per due), regia di Fabrizio Costa - Film TV (2014)
- Non uccidere, regia di Lorenzo Sportiello - serie TV, episodio 2x05 (2017)
- Casa Flora, regia di Elisabetta Marchetti - serie TV (2017)
- Don Matteo (episodio Ricordati di santificare le feste), regia di Raffaele Androsiglio - serie TV (2020)